# Meidoornpeenluis
De meidoornpeenluis (Dysaphis crataegi)  is een bladluis in de superfamilie Aphidoidea in de orde halfvleugeligen (Hemiptera). De luis zuigt sap uit planten.

## Taxonomie
De meidoornpeenluis is voor het eerst beschreven door de Duitse entomoloog Johann Heinrich Kaltenbach in 1843. Er worden drie ondersoorten erkend in Europa. 

## Kenmerken
Op de primaire gastheer zijn deze bladluizen ongeveer twee millimeter lang, met korte antennes en een korte sifon. De lichaamskleur is groenachtig grijs en het lichaam is voorzien van een bepoedering van kleine wasdeeltjes. Op de secundaire gastheer zijn vleugelloze levendbarende vrouwtjes groenachtig grijs of geelachtig grijs, opnieuw met fijne wasdeeltjes. Gevleugelde levendbarende vrouwtjes zijn grijsachtig rood met zwarte aftekeningen. Eierleggende vrouwtjes zijn roodbruin van kleur en gevleugelde mannetjes zijn roodachtig met zwarte tekeningen.

## Levenswijze
De meidoornpeenluis migreert in de late zomer naar de primaire gastheer en vormt rode, krullende gallen op de bladeren. De volgende lente verhuizen vrouwtjes naar hun secundaire gastheer, een schermbloem in de familie Apiaceae, en brengen ze levensvatbare nakomelingen voort. Wanneer deze nimfen volwassen zijn, produceren ze nog meer levende jongen. De meeste nakomelingen zijn vleugelloos, maar er worden enkele gevleugelde vrouwtjes geproduceerd die nieuwe secundaire gastheren kunnen koloniseren. In de late zomer komen gevleugelde vrouwtjes en mannetjes ter wereld die migreren naar meidoornbomen. Deze bladluizen worden verzorgd en beschermd door mieren op zowel hun primaire als secundaire gastheren. 